# サクラノ詩
『サクラノ詩 -櫻の森の上を舞う-』（サクラノうた さくらのもりのうえをまう）は、枕より2015年10月23日に発売された18禁恋愛アドベンチャーゲーム、およびそれを元にした漫画作品である。

## 概要
当初は枕のブランドデビュー作として2004年春に発売される予定で、タイトルは『サクラノ詩 -The tear flows because of tenderness.-』であり、そのタイトルでオダワラハコネによってコミカライズも行われている。2008年9月発売の『しゅぷれ〜むキャンディ 〜王道には王道たる理由があるんです!〜』の予約特典として、本作品の第1章部分が収録された『サクラノ詩 第一章 〜春ノ雪〜』が配布された。この『春の雪』は「TECH GIAN」2014年6月号の付録DVD-ROM及び「サクラノ詩 -櫻の森の上を舞う- 公式ビジュアルアーカイブ」にも収録された。だが製品版とは、キャラクターの設定などが大幅に変更されており、グラフィックも製品版では描き直されている。この『春ノ雪』と、現在枕公式サイトで公開されている体験版は別物で、後者は製品版を元にしている。
製品版の『サクラノ詩 -櫻の森の上を舞う-』序章及び第I章は、この『The tear flows because of tenderness.』と『春ノ雪』を組み合わせてリライトしたものである。
ブランド代表のすかぢによれば、もともと枕は「すかぢに書けないものを作る」コンセプトでケロQから分離して立ち上げたブランドで、ブランドデビュー作の本作品も普通の日常や学園を描いたものにする予定だった。しかしライターから上がってきたシナリオが“鬱ゲー”の方向へ行ってしまったため、いったん企画を白紙化し、同時進行していた『H2O -FOOTPRINTS IN THE SAND-』が先に発売された。その後すかぢ自身がシナリオを執筆する形で、本作品の企画が再始動した（第三章 PicaPicaは浅生詠が担当）。
『素晴らしき日々 〜不連続存在〜』（ケロQ、2010年3月26日発売）では世界と自己の関係を独我論的に解決したが、その後に出てくる「他人」を扱う他者論が本作品のテーマで、「絵画」を重要なモチーフとして取り上げ、「絵は何のために描かれるのか」という問いを描いている。
作中では、エドゥアール・マネ、フィンセント・ファン・ゴッホ、ポール・ゴーギャンなど実在した画家の名や作風、時にはその人生などが語られてストーリーと関連づけられているほか、オープニングムービーでも引用されている宮沢賢治、中原中也、エミリー・ディキンソン、オスカー・ワイルドなどの詩や小説も、本作のテーマとして取り上げられている。
2017年7月28日には続編である『サクラノ刻 -櫻の森の下を歩む-』ティーザーサイトが公開され、2023年2月24日に発売された。

## 構成・ストーリー
本作はIからVIまでの6章構成となっている。章によっては話が過去に遡っていて、以前の章で語られた伏線が回収されるなど、複雑にして緻密な構成となっている。
序章からIII章までは繋がっているが、IV章、V章、VI章は独立したストーリーになっている。

### 序章 O wende, wende Deinen Lauf Im Tale Blüht der Frühling auf!
春休み。主人公である草薙直哉の父にして、世界的な画家でもあった草薙健一郎の葬儀が終わった。直哉は「父と自分は関係がない」と言って、父が残した莫大な遺産の相続権を放棄してしまう。また、直哉の母は先に死去していたため、彼は天涯孤独の身となった。そのため、直哉にとって親戚であると同時に、直哉が通う弓張学園の教師でもある夏目藍は、自分と弟の夏目圭、妹の夏目雫が暮らす「夏目屋敷」で、直哉も一緒に暮らすことを提案。即答は避けた直哉だが、その後友人でもある圭が、母方の遺産として残され、直哉が一人暮らししていたマンションの床を水浸しにしてしまったため、結局夏目屋敷で暮らすことになった。
新学期が始まって3年生に進級した直哉のクラスには、編入生として御桜稟が入ってくる。彼女は約6年前に引っ越していった、直哉の幼なじみだった。

### I章 Frühlingsbeginn
1年生が入学してきて、各部活の勧誘活動が始まった。その中で直哉は、自分の入学時からのクラスメイトで直哉とは腐れ縁であり、現美術部部長の鳥谷真琴による、新入美術部員勧誘活動に巻き込まれる。
そんな中で直哉は、1年生として入学してきた、稟と入れ違うような形で直哉と出会った幼染みである氷川里奈と再会。彼女と、彼女の親友である川内野優美が美術部に入部する。また美術部には稟も参加し、新年度美術部のメンバーが揃う。

### II章 Abend
夏休み。美術部前部長だった明石亘が以前から部費を使い込み、何に使うのか解らない備品を購入するなど、奇妙な行動を繰り返していたため、何を画策しているのか真琴が追及。その話を聞いた直哉も、偶然明石の動向についての情報を耳に挟んだ事などをきっかけに、明石が計画している事を調べ始める。やがて、かつて弓張学園で非常勤講師をしており、当時無名だった草薙健一郎が、学園内にある教会に描こうと計画していた壁画「櫻達の足跡」を、明石が再現するつもりであることを突き止める。直哉は明石の計画に協力。さらに2人の行動に気付いた真琴から、この計画を聞いた美術部員達が集まり、皆で「櫻達の足跡」を完成させる。
作業は学校に無断で夜間に行ったため、不法侵入、器物破損などの犯罪にあたるところだったが、校長である鳥谷紗希は「草薙直哉が主導して行われた事」ということにすることを条件に不問にすると言う。明石はこの壁画を完成させることで、弓張市に伝承として伝えられている「千年桜」を見たと言い張って嘘つき呼ばわりされたことがある妹たちと、その妹たちを救ってくれた教会の神父を喜ばせるという目的が達成できたのだから、自分が作者として名を残す必要はないとし承諾する。そのため、明石が「櫻達の足跡」再現のために果たした多大な苦労と功績を知っていた直哉も、しぶしぶ受け入れた。

### III章
このIII章は各ヒロインの個別ルートになっており、サブタイトルがそれぞれ異なっている。
夏休みが終わってからの話。有名人かつ死後間もなかった草薙健一郎の遺作「櫻達の足跡」を、健一郎の息子である直哉が“主導”して完成させたということがマスコミに発表される。直哉はルックスも良かったため一躍有名人となり、校外からまで押し寄せるにわかファンに追い回されるようになった。その中には、直哉の幼染みだと主張する長山香奈もいて、執拗に直哉の周囲に現れるようになる。

#### Olympia
御桜稟の個別ルート。6年前に稟が引っ越していった理由と、直哉が絵を描かなくなった経緯の詳細が描かれる。
以前から直哉の前にしばしば姿を現し、「櫻達の足跡」制作中にもふらりと現れて作業を手伝っていた吹という謎の少女が、よく直哉と稟の前に現れるようになる。吹は「探し物」をしているが、その「探し物」が何なのかは自分でもわからないという。だが稟は、吹の探し物を手伝いたいと言い出した。
やがて吹は“オランピア”という言葉が気になっていると言い出す。それから吹が語る断片的な手がかりなどを元に調べていった直哉達は、『ホフマン物語』に登場する自動人形から店名を取ったドールショップ“オランピア”にたどり着いた。その時稟は、かつて自分が車椅子に乗せて散歩させていた、病弱だったという自分の母が、実際には人形だったこと、このドールショップに頼み込んで、母に見立てた人形の服を作って貰っていたことを思い出した。更にその後稟の前に現れた長山香奈は、かつて稟の家の子供部屋から出火して母が死んだこと、2階から脱出して飛び降りた稟を受け止めた直哉は右手に怪我を負い、そのため彼は絵が描けなくなったという事実を突きつけた。
稟は、神童として知られ、画家として将来を嘱望されていた直哉の右腕を自分が壊したこと、自分は逃避していながら“自分と、死期が近い母を強引に引き離した”と思い込んで不条理に父親を恨んでいたことなどの罪悪感に押しつぶされてしまう。そんな稟を、直哉は必死で救おうとする。

#### PicaPica
鳥谷真琴の個別ルート。真琴と母親である紗希の不和とその原因、真琴が美術部のために努力している理由、紗希と草薙健一郎の関係の片鱗、直哉の絵と真琴との出会いが描かれる。
直哉はII章で「櫻達の足跡」の扱いを巡って鳥谷紗希校長と対面したとき、かつて校長が「学園に無断で教会内を改装した」という理由で草薙健一郎を解雇したが、辞表も受け取っていたこと、校長は真琴の母だが絶縁状態であること、校長は美術部が「櫻達の足跡」を学校に無断で再現しようとしていることに感づきながら放置していたことを聞かされていた。
やがて、実母である鳥谷校長を嫌っている真琴から、校長にはあまり関わらないでほしいと頼まれたが、直哉は校長としばしば話をするようになる。その中で、かつて校長は、夫の実家である中村家から学校を乗っ取って離婚し、娘と不仲になったこと、学校を乗っ取った目的のひとつが健一郎に壁画を完成させることであり、それが校長にとって「悲願であり贖罪」だったこと、校長と健一郎とは同じ大学で同期だったことなどを聞かせられた。
それらの発言や、真琴が夏目家に来たとき、夏目や草薙の家族の絆を羨むような発言をしたことなどから、直哉は真琴と鳥谷校長の関係を気にする。さらに直哉は、真琴が強く気にかけている圭が、真琴の異母弟だということを知る。一方の直哉は真琴より、筆を折っている自分にまた絵を描いてほしいという強い願いを受け取る。
そんな中、稟の提案により、直哉は真琴がバイトしている喫茶店キマイラにて勉強をするようになっていたが、キマイラの常連客のひとりである恩田霧乃が、ある日突然泣き始めた。以前からその女性が気になっていた直哉は、彼女の面影などから、直哉が偶然病院で出会った寧という少女の母親であり、さらに圭の母親でもあることを言い当てた。圭のことを伏せていた霧乃も、さらに霧乃が圭の母親であることを、自分と同じく直哉まで気付いたことに真琴も驚くが、とりあえず霧乃から事情を聞く。霧乃は脅迫され、鳥谷の実家にある、過去の圭の絵を手に入れるため真琴を利用しろと指示されたという。それから直哉、真琴は霧乃を連れ、鳥谷校長のもとへと向かう。そして鳥谷校長らと情報を交換するうちに、黒幕は鳥谷校長の元夫の妹、本間麗華だということが判明。また、親身になって霧乃と霧乃の娘のこと、圭のことを考える鳥谷校長の姿を見るうち、母である校長に対する真琴の感情にも変化が生じていく。

#### ZYPRESSEN
氷川里奈の個別ルート。現在の話のほか過去の回想シーンが多く、里奈視点、もしくは川内野優美視点からの描写も非常に多い。幼い頃の里奈と、友人となる優美との出会い、弓張市から稟が去った後の、直哉と里奈、優美の出会い、里奈および優美が見る夢という形での伯奇伝承などが描かれる。またこのルートから、里奈と優実のルートであるMarchenにも分岐する。
かつての優美はずっと男勝りでけんか早く、友達も男ばかりだった。そんな中彼女は、自分が同性愛者であることを次第に自覚する。だが同じクラスで、いつも女子の輪の中心にいて社交的な里奈のことは苦手に思っていた。一方の里奈は重病を抱えていたため、生命力に溢れる優美のことを羨ましく疎ましく思っていた。
だがある夜優美は公園で、昼間の里奈とは全く違う雰囲気の彼女に出会う。当時の里奈は手術を控え、恐怖から逃れるため、死の雰囲気を自ら纏っていた。優美はそんな里奈に惹かれ、里奈の方も意識して、優美を自分の色に染めていく。
そして里奈は、自殺前のゴッホが描いたという糸杉を意識して公園に落描きしていたが、そこに直哉が現れる。里奈が描く糸杉に“死”とゴッホ、鬱屈した空気を感じ取った直哉は、里奈にそんな絵は似合わないとして、生命力のある絵を描き加えていき、里奈を感嘆させる。やがて2人は顔も合わせず交互に絵を描き、最後に里奈の目の前で直哉が桜を描き加え、絵を完成させた（「糸杉と桜の協奏」）。その中で里奈は、生きてもっと絵を描きたいと望むようになり以前よりも明るくなるが、優美はそんな里奈にも惹かれ続けていた。そして里奈は、直哉に絵の弟子入りを頼む。だが直哉は、弟子は取らないというと、里奈は弟子の代わりに直哉の“精神的妹”を自称するようになった。
それから現在。「櫻達の足跡」が公開されて、直哉はにわかファンに囲まれるようになっていた。そんな直哉に、里奈が話しかけづらそうにしていることを感じ取った優美は、直哉に抱きついて、にわかファンを追い払う。だがその結果、“直哉になれなれしい”優美に対する嫌がらせが行われるようになり、直哉の情報を狙う長山香奈も、嫌がらせを焚き付けていた。
そのため里奈と直哉が話し合い、嫌がらせがなくなるまで優美が直哉の偽装彼女になればいいという話を優美にしたところ、優美は里奈とデートしたいと言いだし、結局直哉、里奈、優美の3人でデートすることになった。その後、帰り道が別な里奈は途中で別れるが、伯奇神社で優美と2人になった直哉は、優美からあらためて自分が里奈を好きなこと、自分が直哉に嫉妬していることを聞かされる。その瞬間、千年桜が咲く。

#### A Nice Derangement of Epitaphs
夏目雫の個別ルート。I章より少し時間が遡り、病気のため帰国した健一郎と直哉の再会、雫との出会い、さらに前章でほのめかされていた、当時美術部部長だった明石亘らの協力を得て以前直哉が実行した事、直哉が健一郎の遺産を放棄した本当の理由などが描かれる。また、御桜稟に隠されていた別の真実、吹という謎の少女の正体が明かされる。
時間は遡り、健一郎が病気のため死期を近くして帰国し入院した頃。直哉は、健一郎がニューヨークから連れてきた「草薙葛」（雫）という少女の身柄を預かってほしいと頼まれ、自宅のマンションで葛と暮らし始める。やがて葛は、人の夢から占いなどを行い、そのたびに過去何度も中村家を復興させたと言われる“伯奇”の力があるため、中村家に追われていることが判明。中村家から彼女を解放するための金を用意するには、今や世界的画家となった、草薙健一郎の現在の全財産でもまだ足りなかった。
そこで直哉は、健一郎の名を世界的画家とした名画「横たわる櫻」に連なる連作を、「草薙健一郎の作品」という贋作として自分が描くことを決意。健一郎の後援をしていたフリッドマンと、彼に一時的に雇われていた明石亘の協力を得て、自分の失われた腕力を補う仕掛けを作り「櫻七相図」を描き上げる。こうして直哉は健一郎が“遺産”として残していた全財産と、“草薙健一郎の連作の絵”を中村家に手放す取引で葛を自由にし、彼女が「夏目雫」として安全な生活を送れるようにしてやったのだった。
そして現在。「櫻達の足跡」を見ていた直哉は、吹が手伝った部分が、特にレベルが高いことに気が付く。そこに雫と吹がやってくる。吹についての話を聞いた雫は、皆をショッピングモールに連れて行く。そのまま雫は吹に水着の試着をさせるが、その時直哉は、吹の身体の関節が、球体関節人形のような構造になっているのを目の当たりにさせられた。
直哉は入院していた健一郎から、幼い頃の稟にはとてつもない絵画能力があったこと、健一郎はそんな稟と雫を会わせ、稟の絵に観客を与えると同時に、当時感情がなかった雫に、稟の絵で感情を与えるのを試みたことまでは教えられていた。だが改めて直哉は雫より、その後火災で母を失った稟が、伯奇神社にて千年桜を“描いて”咲かせ、千年桜が起こすという奇跡の力で母を蘇らそうとしたが、雫がそれを夢、虚構として伯奇の力で吞み込んだ結果、母や雫に関する稟の記憶と、稟の絵画能力が失われたという事実を教えられる。
後日、直哉と雫が伯奇神社に行くと、そこには吹がいた。3人は「櫻達の足跡」に向かって歩きながら、吹の正体、吹と雫の過去を語る。

### IV章 What is mind? No matter. What is matter? Never mind.
III章 A Nice Derangement of Epitaphsで描かれた、櫻七相図の完成直後の話。死期の近い草薙健一郎が、かつての教え子で、現在は弓張学院非常勤講師でもあり、直哉とも付き合いが深い若田清二郎に過去を回想しながら語るという形で、健一郎が若い頃、後に彼と結婚して直哉の母となる、中村水菜とどう出会い何が起きたかなどが描かれる。
当時草薙健一郎は、中村紗希（後の真琴の母、鳥谷紗希）の口利きにより、弓張学園で美術の非常勤講師をしていた。その時、同学園の学生で、秀才として有名だった中村水菜と出会い、興味を抱く。そこで同じ中村家の紗希に、健一郎は水菜のことを尋ねる。だが紗希は微妙な反応をした後「知らない」と答え、さらに中村家に関わるのはやめるよう忠告してくる。また、話をする直前に紗希が“埋木舎”という場所の地図を見て頭を抱えていたのが、健一郎の頭に引っかかった。
そこで健一郎は、一瞬見た地図を頼りにその場所にある屋敷に行ってみると、そこには水菜と幼い藍（後の夏目藍）がいた。だが水菜は、以後この屋敷には近づかないように言って、健一郎を追い返す。翌日、健一郎は紗希に、埋木舎という言葉の由来から、あの屋敷は中村家の庶子、すなわち妾の子を集めている家ではないかという推測を紗希にぶつけ、問い詰める。諦めた紗希は、健一郎の推測が正しいことを認め、さらに自分も理由は知らないが「中村の血を薄めないため」という理由により、妾の子からさらに妾を生ませていると話す。驚いた健一郎がさらに追及すると、紗希は水菜が、既に中村家の妾にされていることを暗に認めた。中村の人間として、自分は家のしきたりに従うしかないという紗希に対し、自分は自分の生徒を守ると宣言する。
以後健一郎は、何度も埋木舎に通うようになる。健一郎を、弓張市で大きな力を持つ中村家のことに巻き込んで危険にさらしたくなかった水菜だが、健一郎のしつこさと、健一郎が絵で藍を手懐けたこともあって諦め、健一郎を屋敷に入れた。それから屋敷内にて健一郎が即興で描く絵や絵本は、他にほとんど来訪者もいないこの屋敷で、藍と水菜にとっての貴重な娯楽になった。
だが藍が親元に帰っていたある夜、水菜を犯すため、紗希の夫である中村章一がやってくる。水菜を守ろうとした健一郎は、章一のボディガードに左腕をへし折られてしまう。水菜は健一郎をすぐ病院に連れて行こうと必死に庇ったため、章一はその日はそのまま帰った。
しかし健一郎は折られた左腕もそのままに、祖母の夏目琴子に連絡。それから水菜をモデルにして、一晩で「オランピア」を模写し描き上げる。この絵は、章一にとっての大きな罠だった。

### V章 The Happy Prince and Other Tales
「櫻達の足跡」を完成させた後、直哉が再び絵を描くようになるまでの経緯と、その後の悲劇が描かれる（II章からの続きという形になっており、III章の各ラストとは繫がっておらず、直哉が誰かと交際するようにはなっていない）。また夏目藍のルートも含んでいる。
「櫻達の足跡」を眺めていた直哉は、吹が手伝った部分が特にレベルが高いことに気が付いた。そこに吹が現れたため、直哉は吹に、どこかで絵を習ったことがあるかなどを聞いてみる。すると吹の話の内容は、かつて入院中の健一郎が語った、稟と健一郎の出会いや、稟の絵の話と全く同じだった。混乱する直哉だが、そのうち絵を描いて見せてほしいと吹に頼む。
その頃圭は、ほとんど不眠不休で絵を描いていた。圭は、中村製薬が公開した「櫻七相図」を、直哉が描いたものと見抜き触発され、今度は自分が直哉の前に出る作品を作る番だとして、描き続けていたのだった。さらに圭は、やがては自分と直哉が切磋琢磨の果てに、世界の頂点を取れるかもしれないとまで言う。そこで直哉は、自分が「描く」と言うだけでも圭が画家として飛躍する可能性があると考え、再び筆を執る決意を圭に語る。
一方で、直哉につきまとっていた長山香奈も「櫻七相図」は直哉が描いたものと信じていた。直哉は自分の右腕が怪我で使えないことを見せたが、それでも香奈は「櫻七相図」は直哉の作と疑わず、描いた方法も絶対に突き止めるという。直哉の絵に対する彼女の執念や、彼女なりの美術に対する執念を前にした直哉は、「櫻七相図」を描くために使用した仕掛けを香奈に見せる。その仕掛けを見ても香奈は全く批判しなかったが、今の直哉にはどうしても、自分が納得できるような絵は描けなかった。そんな直哉に葛藤を抱きつつ、香奈は直哉のことを忘れて自分の道を進むと言うが、直哉は最後のあがきとして“草薙健一郎が認めた天才”と自分が絵で勝負をするから見届けるよう、香奈に要求する。
そして香奈が見守る中、直哉は“草薙健一郎が認めた天才”こと吹と、絵で勝負を始める。そして勝負が終わった後、吹の言葉で吹っ切れた直哉は、ただひたすらに絵を描き続けた。そして、直接相手の絵を見ずに、お互い競って描き続けた直哉と圭の作品は、世界最高峰の美術公募展であるムーア展に、共にノミネートされる。2人の年齢や経歴で、ムーア展にノミネートされるだけでも快挙だった。だが、その直後に悲劇がやって来る。

### VI章 櫻の森の下を歩む
V章で起こった悲劇により、直哉は“絵で世界を目指す”という目標を失ってしまう。そんな中、かつての美術部メンバーは皆弓張市を去り、藍も別の学校へ転任した中、ひとりだけ弓張に残った直哉が、もう美術部自体がなくなった弓張学園で、非常勤美術講師をするようになってからの出来事が描かれる。
直哉は藝大に進学して卒業したあと、母校である弓張学園の非常勤美術教師となっていた。直哉はよく喫煙所ではなく屋上でタバコを吸っていたため、学生で風紀委員である咲崎桜子にしょっちゅう注意されていた。そんな会話の中で桜子は、かつて弓張学園にいた草薙健一郎や、今や世界的芸術家となった御桜稟、また教会の壁画「櫻達の足跡」について質問するが、直哉はそれらと自分との関係を伏せ、韜晦して答えていた。
だがある日、直哉は弓張市の街中で、氷川里奈の妹である氷川ルリヲ、川内野優美の妹である川内野鈴菜と久しぶりに再会する。2人は次年度からの弓張学園入学が決まっていた。そんな話をしていたところ桜子に見つかり、さらに鈴菜らは桜子への自己紹介で、自分たちの姉と直哉がかつて弓張学園の美術部で一緒に活動しており、そこには御桜稟もいたということを話したため、直哉が美術部についてとぼけていたことが桜子にばれてしまう。ルリヲたちの忠告もあり、直哉は桜子に対し、草薙健一郎のことや、稟などかつての美術部メンバーのこと、「櫻達の足跡」のことについてぽつぽつと正直に話し始める。
翌日、直哉が朝の運動をしていると、彼が受け持つ学生のひとりである栗山奈津子と遭遇する。彼女が散歩させていた犬にじゃれつかれた直哉は、日頃から何事にも反応が薄い奈津子に対し、自分の犬のように、やりたいことなど少しは自己主張をした方が良いと言う。
その日の昼休みの屋上、桜子が唐突に「美術部やりたいです」と言ってきて、その時物陰にいた奈津子も現れる。朝、直哉に言われたことを考えた奈津子は、桜子に美術部再開のことを相談していたのだった。さらにその場に、学校見学に来ていたルリヲと鈴菜もやって来る。そこで放課後、美術室にて美術部体験会のようなものが開かれ、直哉は4人に油絵を教えることになった。その場で直哉は皆に「楽しそう」と言われ、無気力だった自分の変化に、自らも驚いていた。
その後日、「櫻達の足跡」を巡る事件が発生する。事件解決後、直哉は顔は合わせていないとはいえ稟が来ていることに気付く。彼は帰る場所がなかったゴーギャンのような生き方は稟には似合わないとして、「俺は此処（弓張）にいる」という稟宛ての伝言をフリッドマンに頼む。

## 登場人物
（出典：）

### 主人公
草薙 直哉（）
弓張学園3年生。
無口でストイックなクール系を気取っており、普段は無気力な生活を送っている（「クール系を勘違い」「死にそうなくらいダルそう」などと真琴に揶揄されている）。しかし実際は熱血漢かつ負けず嫌いであり、何かきっかけがあると異常なほどの行動力を見せる。自己犠牲精神が強く、その在り方を圭は「ヒーロー」と例えている。また稟や里奈など他の人間からも、何かと色々なことに首を突っ込んでは他人と関わる人間のようにも思われている。
天才にして世界的な画家となった草薙健一郎を父にもつ。天賦の才と、健一郎による画家としての英才教育もあり、神童と呼ばれるほどの油絵を残している。ニューヨークで開かれた草薙親子の個展では、直哉の絵を80万円相当で買った人物もいたという。
しかし約6年前に描いた「櫻日狂想」を最後に、周囲にはただ「絵は辞めた」と言って筆を折っており、デッサンなどの練習は密かに続けているが、“自分の作品”と呼べるものは残していない。その理由は、右腕を怪我して障害が残り、以前のような絵を描けなくなったせいであり、真琴や圭などには薄々そのことを察せられているが、それでも絵を描いて欲しいと思われている。
母を失った後、父も死去したため、親戚にあたる夏目家の人間が住む夏目屋敷で、彼らと共に暮らすようになる。以後は料理が得意なため、夏目屋敷の台所を切り盛りする。また夏目家の人間は皆朝が弱いため、朝はよく皆を起こして回っている。
ほとんどは日本の弓張市で生活しているが、一時期は父の仕事の関係もあり、家族でニューヨークチェルシーにて生活していたため、日常会話程度の英語はできる。他の科目では成績にむらが多く、数学などは得意だが、美術史以外の世界史・地理は特に弱い。方向音痴で、地元の弓張市でも時折迷う事がある。
美術部員ではないが、美術準備室に冷蔵庫や電子レンジがあるなど居心地が良いため、よく美術部に入り浸っている。そのため真琴から「部室の使用料」として、新入部員勧誘などの美術部活動に参加させられている。さらに稟や優美に、油絵の基礎を教えることになる。
V章では、圭の訴える言葉や行動、吹との絵での勝負などを経験して、ついに再び筆を取り、圭と共に絵で世界を目指す事を夢見るようになる。そしてムーア展のために描いた絵は、圭の絵と同時にノミネートされた。ところがその直後の悲劇によって、絵を描く目標を見失ってしまう。
VI章では浪人した後、藝大に進学して卒業。その後、母校であった弓張学園の非常勤美術講師となって、藍もいなくなった夏目屋敷を守るため、実家のマンションも売り、夏目屋敷にひとりで住んでいる。学生、特に女生徒からの人気は高いが、自分の学生時代もその後も、誰とも付き合ったことがない。草薙健一郎のことや、有名人となった御桜稟がいた美術部のことについて聞かれても、関係がないように装っている。

### ヒロイン
御桜 稟（）
声：萌花ちょこ
T155 B88/W59/H90 5月14日生まれ。
直哉の幼なじみ。直哉のことは主に「なおくん」と呼んでいる。約6年前に島根県にある父の実家に引っ越して直哉とは離ればなれになっていたが、物語冒頭の新学期に弓張学園3年生として転入してきて直哉と再会し、直哉、真琴、圭のクラスメイトとなる。その後、自ら希望して美術部新入部員となった。弓張市に戻ってきたのは、ずっと気にかけていた直哉のことなどを直接確認するよう祖母に後押しされたためだが、弓張市に住み続けていた父とは折り合いが悪いため、自分は親戚が大家であるアパートで一人暮らししている。
性格は明るく温厚。学業成績は非常に良く、全国模試で100人の中に入り、それまでずっと弓張学園の成績学年1位だった弘瀬琢磨から首位の座を奪ったほど。洞察力に優れ、順応性も高く人付き合いもうまい完璧超人であり、特に真琴のことは「まこちゃん」と呼ぶようになって親しくなっている。一方で、パニックになったり自分の世界の没入したりすると、とんでもないことを口走ることがある。特に直哉がらみのこととなると、ぼろぼろと自爆発言を繰り返してしまう。また幼い頃、直哉と共にエロ漫画をあさっていた事があり、引っ越してからも「気になる連載があって」とエロ漫画を買い続けていたため、自分から下ネタをいう事はほとんどないが耳年増であり、他人の下ネタについ乗ってしまうこともある。
「受け身を上手くできるようになりたい」と思い、転校先の中学に入ってから弓張に戻るまで柔道をやっていた時期があり、正面から突っ込んできた明石を避けきれず、思わず見事に一本背負いを決めたことがあるほど。自ら「割と武闘派」と称し、人に対して「投げ飛ばしてやろうかと思った」「出足払いかけてから、腕挫十字固めで片腕を粉砕骨折させるから」などと、笑顔で物騒な発言をすることもある。
弓張市から引っ越す前の幼い稟は、超能力と言えるような絵画・具現化能力と空間認識能力を持っており、稟が道路に落描きしていた絵を偶然見た草薙健一郎が驚愕したほどで、瞬間的にも、空中に絵を描いたと錯覚させることすらあった。だが彼女は“天才”として自分だけの閉じた世界の中におり、他人に絵を見せることで成立する“芸術”の意味を理解しておらず必要性も感じていなかった（そのため健一郎は稟を「美に呪われた少女」などと称している）。そこで健一郎は彼女を弟子にして芸術論を教え、また当時感情がなかった雫に引き合わせて、彼女を感動させる絵を描かせることを試みている。なお当時の稟は直哉の前では絵を描かなかったため、後に死期が近くなって帰国してきた健一郎に聞かされるまで、直哉は稟の才能を知らなかったが、「たぶん、（自分の絵が直哉の絵に）吞み込まれちゃうよ」「だから、（直哉と一緒に絵を描くのは）まだ早いんだよ」と稟が話していたことを雫が語っている。
弓張市にいた約6年前に、自宅の火災で母を失う。自分は2階から飛び降りて脱出したところを直哉に受け止められて助かったが、そのため直哉の腕には障害が残ってしまう。その後、稟は伯奇神社で、千年桜を空中に“描く”ことによって母親を蘇らせようとし、実際に千年桜を咲かせたが、伯奇の力で雫が吞み込んだ結果、母親の死や、雫に関する稟の記憶と絵画能力は失われた（最初、直哉はただ、千年桜が稟の記憶を奪ったと思っていた）。ゆえに稟が弓張市に戻ってきて、弓張学園の美術部に入ってからも平凡な絵しか描けず、雫とも弓張市に帰ってきてから初対面したものと思い込んでいた。また事故直後の稟は、人形を母に見立て、車椅子に乗せて“散歩”させていたため、「稟が心を病んだ」と思った稟の父は、彼女を強引に“人形”と引き離して自分の実家に引っ越させ、それから「母は死んだ」と告げている。また直哉も、弓張市に戻ってくる前の稟から手紙が来ても、稟の記憶が蘇って彼女が苦しまないよう、敢えて返事を書かないでいた。
V章で起こった事件を切っ掛けに、稟は記憶と絵画能力を復活させ、ロンドンの美術大学とアメリカの大学院を卒業後、贖罪として直哉と圭の意志を継ぐように、VI章では世界的アーティストとして活動している。だが「櫻達の足跡」に起こった事件と現在の直哉を見るため一時帰国。その際、直哉と直接顔を合わせなかったが、直哉に芸術家としての心が残っていることを感じ取り、最後は真琴に「みんな」との再会を約束して去って行った。
学生時代の稟は、枕の処女作、『H2O -FOOTPRINTS IN THE SAND-』の音羽（神楽ひなた）ルートのみにも登場し、同作の主人公である弘瀬琢磨と、同作の主な舞台である沢衣村で出会い、それからしばらく後、名前は出ないが弓張学園と思われる場所で再会して会話する場面がある。キャラクターの外見や設定で本作と多少の差異はあるが、『H2O』では稟が「草薙直哉」「なおくん」の名前を出す場面のほか、別れても会いたい人物にはまた会えばいいこと、稟も「会いたい人物」に会うため沢衣村から戻ったことを、琢磨に語っている。
夏目 藍（）
声：澤田なつ
T145 B77/W56/H76 8月25日生まれ。
弓張学園教師であると共に同学園のOG。夏目家の長女で、圭と雫の姉。直哉、真琴、圭、稟のクラス担任で、教科は現国を担当。美術部の顧問でもある。学園では「小さくて可愛い先生」と、男子にも女子にも人気。武道を嗜んでおり、クラス担任になったときには、生徒から志願者一名が、藍の当て身を食らうのが恒例行事になっている。
夏目琴子の死後、夏目家の大黒柱として、自分が強く愛着を持っている夏目屋敷を管理している。学校では教師として振る舞うが、直哉や家族の前では良き姉、良き保護者としての性格が出る。
幼いときは、後に直哉の母となる水菜と、当時は埋木舎、あるいは小音羽（）の屋敷と呼ばれていた夏目屋敷に2人だけで住んでいた。その頃、屋敷にやって来るようになった健一郎が即興で描く絵や絵本が好きになり、彼に懐く。その後、水菜と健一郎が出会った場所である弓張学園を進学先に志望しており、美術教師だった健一郎の影響で、自分も教師になっている（ただし藍本人に画力はなかったため、現国の教師となった）。料理は苦手だが、健一郎が好きだったチャーハンだけはうまく作れるようになっている。マッハIIIというバイクを愛車にするようになるが、これも元は健一郎のバイクで、彼が日本にいたとき乗っていたもの。健一郎が死期を間近にして帰国し入院したときは、なぜそのような状態になるまで帰ってこなかったのかと、涙を流しながら怒ったという。
健一郎と水菜の子である直哉のことも赤ん坊の時からよく知っており、さらに健一郎や直哉が夏目家のためにしてくれたことも知っているため、直哉を弟かそれ以上の家族のように思っている。
かつて、雫と引き合わせるため、健一郎が夏目屋敷に稟を連れてきたときに、稟と出会っていた。だがその後直哉や雫が、詳細はわからないが稟に過去のことを隠していることに気付いたため、自分も弓張に戻ってきた稟とは、初対面であるかのように装っている。
夏目姓になっているのは、夏目琴子にひきとられたためだが、それ以前の姓は不明（IV章では、親の家に一時的に帰っている場面もあるが、藍の姓は出ていない）。
VI章では、弓張学園の姉妹校である女子校で起きた問題の解決のため転任させられており、夏目屋敷を去っている。だがその後弓張に戻ってきて、“家族”として直哉と共に、夏目屋敷に帰っていく。なお外見はほとんど老けていない。
夏目 雫（）
声：早瀬ゃょぃ
T151 B80/W58/H79 12月12日生まれ。
弓張市の隣の市にある聖ルーアン女学院1年生。夏目家の次女で、圭と藍の妹。
普段は無口で、あまり感情を表に表さず、素のようにボケた発言をすることが多いがあくまで冗談で「雫の冗談は、知らない人間には通じない事が多い」と藍や圭達に言われている。直哉と稟に懐いており、特に稟と一緒にいるときは表情が豊かになる。直哉に対しては、性的な冗談を言う事が多く、時にそれを聞いて、真に受けた藍などが取り乱す事もある。整理整頓が得意で、健一郎あるいは直哉と暮らしていたときは、彼らの荷物を整理し、几帳面に帳面まで作っていた。
本来は芸能界に興味はなかったが、演技は得意な方であるため「草薙 葛佳（）」の芸名で、女優として活動している。
中村章一の妾の子として生まれたため、幼い頃、夏目屋敷で琴子や藍と共に住んでいた時期がある（見知らぬ人間が来たらすぐ隠れるように言われていたため、夏目屋敷に出入りしていた直哉も、当時の雫を知らなかった）。その後、生まれついての伯奇としての性質に加え、琴子の死が切っ掛けとなり、感情がなくなったが、健一郎が連れてきた幼い稟が描く絵の世界を見せられて、徐々に感情が生まれていく（そのため雫は「私の心は稟のコピーみたいなもの」と語っており、雫の直哉に対する好意も、稟の直哉に対する好意が元だと健一郎は語っている）。その後、千年桜の力で母を蘇らそうとした稟から、母の記憶と絵の能力を「夢」「虚構」だとして、伯奇として覚醒し奪ったあと、雫を中村家から守ろうとする健一郎に匿われて、彼と共にニューヨークで生活するようになる。
健一郎が病気で日本に帰国するとき一緒に連れてこられ、直哉に預けられた時には「草薙 葛（）」という偽名を使っており（葛は「しずく」を逆に読んで「死」を連想させる「し」を取ったもの）、直哉がかつて母と暮らしていたマンションで、直哉と共に2人で暮らしていた時期がある。
その後、健一郎の資産約9億円と、約6億円相当の「櫻七相図」のうち6枚、合計15億円と引き替えに、中村家は雫の身柄を諦める事に同意。以後「夏目雫」として普通の生活を送れるようになり、藍や圭の妹として、改めて夏目屋敷で暮らすようになった。なお直哉は「葛」の本名を敢えて知らないようにしており、中村家との関係を隠すためにも、直哉と雫は、健一郎の死期に夏目家でお互い“初対面”したことにしている。芸能活動を行っているのは、かつて自分を救ってくれた直哉に恩返ししたいと思い、金を貯めているため。また藍や圭も、健一郎と直哉が雫を救った事に気付いていた。
VI章では、世界で活動する稟の付き人のように行動しており、稟と共に真琴と再会している。
鳥谷 真琴（）
声：五行なずな
T158 B90/W58/H89 2月14日生まれ。
弓張学園3年生。美術部の現部長。直哉とは1年生の時からのクラスメイト。
自ら「傍若無人」を称し自分勝手に振る舞うように見えて、実際は繊細で優しい性格。直哉が裕福でないのを知っており、キマイラにやってきた直哉に、よく「試供品」として、試しに作ってみた菓子などを与えるなどのサービスをしている。「貸し」「借り」ということに非常にこだわり、他人に「借り」を作る（単純に善意として受け取る）ことをよしとしない。逆に他人に「貸し」を作ったときは、その代償を求める事もある。勘が鋭く、周囲で秘密に計画されていることをすぐに察することが多い。だが、自分自身の行動はいつも「空回り」と称している。
自分が通う、弓張学園の校長である鳥谷紗希の実娘で、紗希が中村家に嫁いでいたときに生まれたため、元の氏名は「中村真琴」。紗希の離婚時に親権を引き取られて「鳥谷真琴」になったが、異母弟として中村家で一緒に育った圭は夏目家に預けられ、引き離されることになった。さらに紗希が学園のことなどにかかりきりで、非常に冷たい交流しかなかったため、母を嫌っている。そのため鳥谷の実家を出て、従姉妹の鳥谷静流がオーナーとして営む喫茶店「キマイラ」でアルバイトしており、そこの2階で下宿生活して、生活費や学費まで自分で稼いでいる（ゆえに倹約家でもある）。ただ「夏目圭として幸せにやっている」圭と直接接するようになったため、過去ほどには母のことを憎んでいないが、依然として紗希とは親子らしい会話は全くせず、「櫻達の足跡」の事件時にも、学園の売名のために美術部を利用されたと思い、紗希のことを人間らしい感情がない人物のように考えて警戒している。
美術部部長として、2年生がおらず、部員の少ない美術部を何とか存続させようと頑張っている。直哉の絵に強い思い入れがあり、自分たちが1年生の時には、強引に直哉を美術部に入れようとして、彼を美術室に拉致したほど。その後、彼が絵を描かなくなった原因を何となく察したが、それでも直哉に再び絵を描いて欲しいと願っている。そのため、部員でもないのに美術室に入り浸っている直哉を黙認する一方、部の活動に何かと直哉を巻き込もうとする。また元中村家の人間として、直哉や夏目家と中村家の関係などをある程度知っている。
以前は油絵も描いていたが、現在はキマイラのオーナーである静流の影響などにより、陶芸を中心に部活動を行っている。また「つきのうさぎ」のブランド名と「白州 兎子（）」の名で、コーヒーカップなどの生活雑貨を作り、キマイラ店頭などでの販売や通信販売をして、生活費や学費の足しにしている。それらの品の見た目、生活雑貨としての機能性、利便性などを含めた完成度は直哉も絶賛するほど高く、通信販売でもすぐ売り切れになるという。さらに、キマイラで出すメニューを自分で考えて作ったり、飴を焼くための板金から自分で作ったりするなど多芸だが、真琴自身は「器用貧乏」と言っている。
VI章では、月刊の美術雑誌アートスクールの編集者として、「櫻達の足跡」に起こった事件を取材するため東京から弓張に再訪し、直哉と再会。世界的な芸術家となった稟よりも、未だに直哉のほうが天才だと信じており、「櫻達の足跡」の事件後に直哉が何かをするつもりでいる事に素早く気付き、協力もしている。
氷川 里奈（）
声：藤森ゆき奈
T153 B92/W58/H86 9月4日生まれ。
弓張学園1年生。稟が弓張市を去った後に、直哉と出会った幼なじみ。比較的おとなしいが、言うことはしっかり言う性格で、優美などの発言にツッコミを入れることが多い。普段は社交的な常識人だが、直哉や優美の前ではおどけた態度を見せることもある。レズビアンを公言する優美から溺愛されており、里奈も優美は親友と思っているが、里奈本人の性的嗜好はいたってノーマル。
直哉と初めて出会った幼い頃、彼に絵の弟子入りを頼んだが、直哉が断ったため、直哉の“精神的な妹”を自称するようになる。以後は妹後輩として、直哉とは幼なじみかつ友人として、付かず離れずな距離を保っている。その間（弓張学園入学前）に、直哉のマンションに遊びに行ったことなどがあり、直哉の友人である圭とも出会っている。また直哉も、里奈の妹であるルリヲに会うなどしている。
弓張学園入学後、優美に連れられ、新入部員として弓張学園美術部に入部する。公募展などには興味がなく出展していないが、以前から直哉や圭も評価するほど、絵のレベルは非常に高い。糸杉と桜に強い思い入れがあり、夏休みでの「櫻達の足跡」完成後は主に、学園の屋上からの風景画を描いており、再び桜が咲く季節になったら、屋上から見える桜と糸杉の森を描きたいと言っている。
太陽光に弱い体質のため、いつも日傘を持っており、私服の時は、太陽光を反射する白い服ばかり着ている。太陽光に弱いのは、かつて病気のために飲んでいた薬（劇中ではUFT サンフラルSと表記されている）の副作用で日光過敏症なため。その後の手術により里奈の病気は治癒したようで、病院通いや薬を服用しているような様子は特に見受けられないが、依然として太陽光を避けており、体力もあまりない。
VI章では、優美と共に東京に出てルームシェアしているらしいが、2人がどのような関係で、何をしているかなどは不明。また枕のゲーム『√after and another』には、東京の喫茶店でアルバイトをしていて「妹カレー」なるものを考案した氷川里奈というキャラクターが、セリフはないが登場しており、外見も本作の里奈に似ている。時系列的には本作I〜V章の数年後、VI章の数年前にあたるが、本作の里奈と同一人物と解釈すべきかは不明瞭。

### サブキャラクター

#### 弓張学園美術部関係者
夏目 圭（）
声：藤神司朗
T159
弓張学園3年生。藍の弟であり雫の兄。直哉、真琴、稟のクラスメイト。美術部員。小柄な体格と美少女顔が特徴であり、藍、雫と3人あわせて「夏目家の美人3姉妹」と言われることがあるほど。また、毎年春の美術部の新入生勧誘や学園祭で女装させられ、「幻の美少女」と噂になっている。
直哉の親友で、中学からの腐れ縁。性格は極めて脳天気で、絵のこと以外についてはとにかく頭が悪いが、その画力は「絶対的美術の素養に恵まれている」と直哉も認めるほどであり、時には寝食を忘れて絵に没頭する。絵画公募展などでの単純な受賞数だけなら、直哉よりも多い。偏差値が比較的高い弓張学園にも、美術の才能を認められ、特別推薦で入学している。
直哉が絵を辞めると言ったときは憤慨し、その後理由も何となく察したが、それでも再び絵を描いて欲しいと願っている。直哉が絵を描いていない間もずっと彼の事を「ライバル」と言い続け、直哉に追いつき、再び描いてもらうために自分も絵を描いていると言っており、直哉と共に、草薙健一郎を超える芸術家になるのを目標としている。また、色々なことで夏目家を助けてくれた直哉を、ヒーローのようにも思っている。
健一郎とは面識がないが彼も憧れの存在であり、かつて健一郎がニューヨークにいたとき使っていたヴェスパ150stdを愛車にして、通学などに使っている。
周囲にはほとんど話していないが、真琴とは異母姉弟で、中村家で一緒に暮らしていた時期がある。その頃は姉弟とも中村家の人間に冷遇され、2人は陰気な話ばかりしていたというが、よく2人で一緒に絵を描いていた。紗希が離婚したとき、圭は夏目家に預けられ、中村姓から夏目姓になった（そのため圭にとって藍や雫は、中村の血を引く近親者ではあるが、母が同じ姉妹ではない）。学園では真琴とは、クラスメイトかつ同じ美術部員という形で接している。

川内野 優美（）
声：大花どん
T154 B81/W59/H80 7月5日生まれ。
弓張学園1年生。美術部に入部するが、天文部も掛け持ちしている。
男性に対しては容赦がない男嫌いで、毒舌だけでなく肉体的攻撃まで仕掛けることもよくある。一方でレズビアンを公言しており、幼なじみの里奈へ異常なほどの愛情を注いでいるほか、他の美少女の百合関係や水着姿を妄想などするだけで、興奮して鼻血を出す事もある百合脳であり、下ネタを連発する事も多い。里奈に親われている直哉を邪険にしているが、その人となりや、かつて彼が里奈にしてくれたことをよく理解しており、男の中でも直哉のことは本気で嫌っているわけではなく、直哉に興味を抱いてかなり彼の絵のことを調べている。ただ、里奈など周囲からの好意に対する直哉の鈍感さなどには苛立たせられている。
幼い里奈と一緒にいたときに直哉とも出会っており、直哉も幼なじみにあたる。だが当時の優美はずっと男勝りで髪も短かったため、直哉は優美のことを男の子だと勘違いしていた。そのため弓張学園で久しぶりに再会した時、優美は直哉のことに比較的早く気が付いた一方、直哉は優美のことにしばらく気付かなかった。
明石 亘（）
声：中里圭太
T185。
先代の美術部部長。明石三兄妹の長男。ふざけた性格で、何を言われてものらりくらりとかわしているが、計算高く鋭い洞察力を持つ。留年して学校に残っていると思われていたが、実際には一時期休学して、卒業を先延ばししていた。
建築に興味があり、1年生の頃に弓張学園教会の建築に感銘を受け、その頃教会の正田神父と、熱心に教会の建築について話している。その後正田神父に頼み込み、草薙健一郎が残した「櫻達の足跡」の設計図のコピーをもらっている。それから小牧と小沙智、そして2人を救ってくれた正田神父を喜ばせたいと思い、「櫻達の足跡」の再現を考え、数年がかりで準備を進めていた。その準備のため、停学になるほどの騒ぎを何度か起こし、卒業まで保留していた。
また以前フリッドマンより、葛（雫）を匿う事になった直哉を監視する仕事を引き受けたが、それが切っ掛けで「櫻七相図」の制作に協力した。この時「櫻七相図」制作のため直哉が行った手法が、明石に「櫻達の足跡」制作手法のヒントを与える事になった。
VI章では片貝が語るところによると、アダルトビデオや低予算映画の監督になっているとの事。
タキザワ・トーマス・ネーゲル・ジュンペー
声：野☆球
フランスからの交換留学生。方言の混じった日本語を、なぜか英語混じりで流暢に話す。エロいことに全てをかけるような性格で問題を起こすが、それでも絵の才能はあり、美術部に入部することになる。だが、入部しても女生徒の体を嘗め回すように見ているだけで、ほとんど活動らしい活動はしていない。
VI章では、ブルバギに所属して活動している。
若田 清二郎（）
声：真木将人
弓張学園の非常勤美術講師で、美術部の名目上の顧問（非常勤講師は顧問になれないという学園規定のため）。ちゃらんぽらんな性格で、美術部の人間にも、美術を教えている様子は見受けられないが、実際には生真面目な教師だという。「冷やさなければならない特殊な画材」を保存するためという名目で、私物の冷蔵庫を持ち込んでいるが、実際にはそんな特殊すぎる画材は使っておらず、冷蔵庫の中には若田用の豚丼が入っている。さらにはガスコンロなどまで持ち込んでおり、直哉、購買のおやっさんと3人で結託して、自分たちの昼食作りに使わせている。
かつて弓張学園の学生でもあり、当時顧問だった健一郎の教え子で、さらに健一郎と同じ大学にも通った。そのため健一郎に呼ばれ、夏目屋敷に出入りしていた事もある。
VI章では、直哉と入れ違いで弓張学園から別の学校に異動しており、電話番号も変わっていたため、直哉からは連絡が取れなかった。だがその後、久しぶりに若田の方から直哉に電話をかけてきて、結婚を考えていることなどを告げている。この時、IV章で健一郎が若田に語った人生観なども、意識してか無意識にか、健一郎が言った事とは教えずに語っている。

#### 弓張学園学生
明石 小牧（）
声：雪村とあ
亘の妹で、小沙智の双子の姉。学園の生徒会長であると同時に、弓張学園敷地内にある弓張教会の日曜学校などで、子供達を相手にしたシスター役なども臨時で務める。穏和でおとなしい性格。真琴の友人。
かつて千年桜を見た事があると言い張り（ちょうど稟が千年桜を咲かせた時期にあたる）、周囲から嘘つき呼ばわりされたが、そこを正田神父に救って貰ったため、正田のことを非常に慕っている。
明石 小沙智（）
声：歩サラ
亘の妹で、小牧の双子の妹。生徒会副会長で、小牧と一緒に弓張教会のシスター役も務める。姉よりもきつい性格。学園でよく騒ぎを起こしている亘のことを嫌っており、亘や、友人である真琴が所属する美術部のことも苦々しく思っている。
小牧を救ってくれた正田神父の事を非常に慕っている。
弘瀬 琢磨（）
声：やじまのぼる
天文部に所属し、直哉や圭たちとは顔見知り。弓張学園始まって以来の天才といわれている。 枕の処女作『H2O -FOOTPRINTS IN THE SAND-』の主人公であり、時系列的には『H2O』の主な舞台である沢衣村から最初に去った後にあたる。
成績が良すぎて真面目すぎるということにより直哉から「とても変態」と言われているが、「せめて普通の変態にしてくれ」と返している。
中里
直哉の同級生。直哉には「男子生徒A」 とモブ扱いされている。
一宮
直哉の同級生。直哉には「男子生徒B」 とモブ扱いされている。
片貝 巧実
声：葵海人
直哉の同級生。直哉には「男子生徒C」 とモブ扱いされている。
だがVI章にも登場し、互いに弓張に残った者同士として、時々直哉と酒を飲んでいる。ボイスがあるのはVI章のみ。
東浪見
直哉の同級生。直哉には「男子生徒D」 とモブ扱いされている。

#### 主人公の関係者
草薙 健一郎（）
声：牛蛙キタロウ
直哉の父。序章開始時点で故人。
「横たわる櫻」という絵画にて、世界的最高峰の絵画公募展である、ムーア展で日本人初の最高金賞プラティヌ・エポラールを獲得し、世界的な画家として有名になる。その一方で「商業美術家」「山師」などと呼ばれるほど金に汚かったため悪評も多いが、それでも画家としての名声や評価は揺らいでいない。空虚感の込められた絵を、非常に長い筆で、強い腕力により支えつつ柔らかく描く事を画風とする。
弓張学園美術部のOB。また、鳥谷紗希と同じ美大に通い、彼女とは友人、あるいは恋人だった時期があるが、自由奔放すぎるため愛想を尽かされたという。卒業後は海外を転々とした後に帰国して、腐れ縁のような状態が続いていた紗希の口利きにより、弓張学園の非常勤美術講師となる。その時に、弓張の学生だった水菜と出会い、水菜の冷めたように真理を見る目、水菜が話す詩や哲学などの話から、彼女に興味を持つ。やがて水菜を取り巻く環境の事を知り、彼女を救う事を決意する。
金に汚かったのは水菜と、その後に出会った雫を救うための金を工面するためで、国外では主にニューヨークチェルシーを中心に活動していた。だが、ムーア展で受賞して世界的に認められるようになったのは、皮肉にも水菜の死期だった。有名人になってからは、女関係が派手などのゴシップが絶えず、「女であいつを悪く言うヤツはいない」と直哉が評したほどモテたが、実際には水菜と出会ってからはずっと水菜一筋を貫き通しており、彼女の死後も再婚を考えた事はない。
直哉には幼い頃から、絵の英才教育を施しており、自分が活動するニューヨークで育て、そちらの学校に進学させる予定だった。だが妻の水菜が体調不良で帰国し、その後を追って直哉も帰国すると、水菜をひとりにさせないため、仕事でニューヨークを離れられない自分の代わりに、直哉を日本に留まらせている。
序章が始まる約6年前、水菜の様態を見るため日本に一時帰国していたとき、偶然見つけた稟の落描きを見てその美術の才能に驚愕し、短期間だが彼女を“弟子”にして芸術論などを教えている。また雫（葛）とも出会い、その後中村家から匿うため、雫を弓張市からニューヨークに連れて行って、共に生活するようになる。
序章が始まる約1年前に、病気のため死期が近くなった状態で帰国し、そのまま入院。その時、雫の身柄を直哉に預けた。そして、雫を救うために直哉が描いた「櫻七相図」の6枚を見て満足し充実感を覚え、その数ヶ月後（序章開始直前）に死去した。
草薙 水菜（） / 中村 水菜（）
声：かわしまりの
健一郎の妻で、直哉の母。旧姓は中村。健一郎よりも早くに死去している（稟が弓張市にいたころだが、稟と直哉が親しくなったときには入院していたため、稟とは会ったことがない）。健一郎との結婚前を描いたIV章で登場しているため、作中ではほぼ「中村水菜」の名で出ている。
夏目屋敷で、藍と共に暮らしていた時期があり、藍からは「水菜姉様」と呼ばれ、非常に慕われていた。その頃は弓張学園に通っており、秀才として有名だったが、体育と音楽の授業は嫌いだったため、よく屋上でサボっていた。そこでよく、非常勤講師だった健一郎と顔を合わせるようになる。学園で宮沢賢治の詩集『春と修羅』を読んでいたとき、宮沢賢治研究の知識もないのに、詩にゴッホの影響があるのを健一郎が言い当てたこと、また健一郎が話す国外の話が好きで、彼に興味を持つようになる。
その一方で水菜は「中村家の血を薄めないため」という理由により、埋木舎と呼ばれていた屋敷（後の夏目屋敷）に閉じ込められ、中村章一の妾として犯されており、さらに学生でなくなった時には、章一の子を孕ませられることになっていた。水菜本人は、将来は自分と同じ運命となる藍だけでも救いたいと思い、将来は弁護士になろうと必死に勉強していた。
そんな境遇を知った健一郎に救われ、駆け落ちのように逃亡して健一郎と結婚、その後直哉を出産する。水菜は中村家からは「借金」として扱われ、健一郎は水菜のための金策に翻弄する事になる。
健一郎と結婚後、彼や直哉と共に日本と海外を往復していたが、ニューヨークにいたとき、体調不良となる。健一郎には仕事のためニューヨークに残るように告げ、自分は帰国。その後、義理の祖母であり水菜の保護者でもあった夏目琴子の死後、水菜を追うように帰国してきた直哉と共に弓張市のマンションで暮らしていたが、入院し、復調すること無く死去した。また彼女の死が健一郎に「横たわる櫻」を、直哉に「櫻日狂想」を描かせる切っ掛けとなった。
なお夏目家に引き取られ、藍の姉ということになっているため、旧姓は「夏目水菜」と直哉が言う場面があるが、藍との正確な血縁関係や（互いに中村の血を引いているはずのため、近親者ではある）、水菜が一時的にも夏目姓になったのか、すぐ草薙に籍を入れたのかなどは不明。
夏目 琴子（）
声：沢野るい
健一郎の祖母で、直哉の曾祖母。序章開始時点で故人。IV章の回想シーンの時点では98歳だがそれでも矍鑠としており、夏目一家というヤクザの現役女組長として君臨している。
水菜と藍が住まわせられていた屋敷（後の夏目屋敷）を、健一郎の機転と絵の力、そして組の力によって藍ごと乗っ取った後、その屋敷で暮らすようになる。さらにこの事件を切っ掛けに中村家との抗争を再燃させ、中村家の力を大きく衰退させた。
健一郎や直哉など男には厳しかったというが、藍や雫などには非常に優しく、よくなつかれていた。また琴子は水菜の真の強さを見抜き、彼女の事も気に入っていたという。
直哉が夏目屋敷で暮らしていた4歳までは存命で、直哉や雫も琴子のことを記憶している。III章 A Nice Derangement of Epitaphsの回想シーンによると、103歳で死去したとのこと。
マーティ・フリッドマン
声：やじまのぼる
ムーア財団の上級キュレーターで、健一郎の遺産管財人。生前の健一郎がアメリカで出会った人物で、時にビジネスパートナー、時に敵対者として、長い付き合いをしている。日本語を流暢に話し、日本の美術文化にも非常に詳しい。
マサチューセッツ州アマーストの出身で、Umass卒業後、金融業界に身を投じたあと、ムーア財団に入る。そのため当初は美術の専門家ではなかったが、審美眼は高い。「金になることでしか動かない」「美術も、金になるから扱っているだけ」と本人は言っており、実際金の事にはがめつい。健一郎が病気のため帰国し、直哉の元に雫（葛）がやってきたときに日本に現れ、直哉が雫を助けるために「櫻七相図」を描く手助けをしたが、その取り引きのマージンでしっかり稼いでいる。さらに人を煙に巻くように嘘を言う事もあるが、健一郎は「金にならないことも良くやっていた」「根は良いヤツなんだろう」と表している。また「埋もれている、優れた才能を持つ芸術家を見いだしたい」という思いもある模様。ムーア展では、エラン・オタリを受賞した圭の才能を授賞式で賛美した後、圭が搬送された病院の電話番号を藍に知らせ、「Damn it!」と吐き捨てた。
また健一郎から、稟の隠された才能について聞いており、直哉と圭がノミネートされた会場に、特別に見学者として稟を招いている。その後、稟が絵の才能を復活させたときは、公募期間が終わっていたにもかかわらず稟の作品をムーア展の選考にねじ込ませた結果、彼女がプラティヌ・エポラールを受賞することになる。それから、稟が海外で活動できるように取りはからった。

#### ヒロインの関係者
吹（）
声：鈴谷まや
神出鬼没の謎の少女。非常にすばしっこい上、常人離れしたジャンプ力などがある。エキセントリックな言動が多く、本気とも冗談とも取れないような性的発言をするところは雫に似ている。
「櫻達の足跡」の制作作業中、明石が一時倒れ、真琴達美術部員が到着する前にも現れて、正確無比に直哉の作業を手伝っている。
正体は、失った母親を蘇らすため稟が咲かせようとした千年桜を、雫が伯奇の力で吞み込んだ後、強すぎる稟の思いが雫の身体に留まっていられず、母の代わりに稟が連れ回していた球体関節人形の姿をもとに出現した存在。そのため雫の性格の一部と、稟が持っていた尋常ならざる絵画能力や記憶の一部などを受け継いでいる。「吹」の名は、稟の実母に由来する。
当初は雫にしか見る事ができない存在だったが、雫と共にニューヨークにいた健一郎も、何となくその存在を感じ取る事ができるようになった。その後、直哉が預かっていた、稟のアルバムに挟まっていた千年桜の花びらを、直哉が稟の家の跡地に蒔いた事がきっかけで実体化し、千年桜の花びらに触れた直哉や、千年桜をモチーフにしたとされる「櫻達の足跡」を作ったり見たりした事がある人間に認識できるようになった。一方、「櫻達の足跡」を見たことがない人間には認識できない。
V章で起こった事件を切っ掛けに、雫が感情の制御が出来なくなったため、吹は姿を消し、その記憶や能力は御桜稟の中に戻った。
御桜 雄三（）
御桜稟の父。かつて画商として仕事をする傍ら、自らも絵を描いていた。
病弱だった母を稟から引き離し、その直後に母は死去。さらに稟を強引に弓張市から自分の実家に引っ越させたため、稟から恨まれている。
だが実際には、火災により稟の母はそれ以前に死んでいた。その母に見立てた人形を稟が連れ回していたため、稟が心を病んでしまったと思ったため稟と人形を引き離し、またその記憶が蘇らないための措置だった。
自分自身は弓張市に残っており、III章によると、直哉と同じマンションの、かつての自宅の跡地が見える、別の部屋に住んでいる。
御桜 吹（）
声：萌花ちょこ
御桜稟の母。自宅の火災で、約6年前に死去。だが稟はその後、母を人形に見立て、車椅子に乗せて“散歩”させるという逃避状態にあった。
稟の父は、そんな状態の稟と人形を引き離し、さらに稟の記憶が蘇るのを防ぐため、弓張市から稟を引っ越させ、母は自分が引き離した後、病気で死んだと稟に告げている。また直哉も、稟から手紙が来ても返事を書かないなど、距離を取って母の記憶が蘇らないようにしていた。
直哉たちの前に現れた謎の少女「吹」の名は彼女に由来する。だが直哉は御桜吹のことを「稟のお母さん」と呼んでおり、稟も母の記憶を失っていたため、「吹」の名の由来をずっと思い出せなかった。
鳥谷 紗希（） / 中村 紗希（）
声：桜川未央
弓張学園校長で、真琴の実母。結婚し、真琴を生んだときの姓は「中村」で、III章の回想シーンおよびIV章ではその名で出ているが、離婚したため他の場面では旧姓の「鳥谷」になっている。
草薙健一郎と同じ美大の出身で、専攻は日本画であり、「狩山 青鷺（）」の名でいくつかの作品を残している。健一郎とは友人で、一時期恋人だった事もあるが、健一郎によると、自由奔放すぎる健一郎に愛想を尽かしたという。卒業後、美術館のキュレーターにならないかと誘われるが、その時には結婚が決まっていたため、断っている。
鳥谷家は当時名の知れた貿易会社だったため、政略結婚のような形で中村家に嫁くことになり、中村姓になった後、中村家が経営する弓張学園の学年主任となる。その時にも、健一郎とは腐れ縁のような関係が続いていて、健一郎を弓張学園の非常勤美術講師として雇い入れるために口利きしている。
II章では、健一郎が勝手に教会の改修を行ったため、自分が健一郎を解雇したと語っているが、辞表も受け取っており、「櫻達の足跡」公開際には、健一郎は自主退職していたものとして扱われた。だが健一郎が弓張学院を去った実質的な理由は、彼が水菜を救うため、当時学園を経営していた中村家と争ったためである影響が大きいことがIV章で明かされている（教会の改装時期と、健一郎たちと中村家の抗争の時系列については記述が曖昧）。
III章の回想シーンでは、中村家と対立する夏目家の藍であっても、普通に受け入れられるよう弓張学園を変える決意を、藍本人に語っている（当時、紗希はまだ中村姓で、弓張学園教頭）。実際、自分が弓張学園校長になってからは、後に“弓張のカミソリ鳥谷”と言われるようになるほどの辣腕を振るい、弓張学園から中村家の経営者を一掃して複数オーナー制とし、事実上弓張学園を乗っ取って、章一と離婚した。だがその結果、鳥谷家の実家は中村家の目の敵にされて没落し、紗希の兄が小さい店をやっているだけになったという。しかし藍を学生として受け入れ、さらにその後彼女を教師として採用したため、藍には非常に感謝されている。
このように教育者として誇りをもつ一方、実の子に対しては感情を素直に示せないなど不器用さが目立ち、自ら「母親としては失格」と言っている。離婚時に実娘である真琴の親権は引き取ったが、紗希の実子ではない圭は、夏目家に預けた。そのため、弟である圭を引き離されたと思った真琴からは恨まれることになり、母子の交流もほとんどなく、紗希も弁明していないため、真琴からは嫌われている。だが実際には圭や、圭を生んだ（生ませられた）霧乃のことは決して憎んでおらず、逆に2人の境遇に同情して、色々と便宜を図っている。
VI章でも校長として在任しており、直哉を非常勤講師として雇い入れるために口利きし、彼の上司となっている。また、姉妹校の女子校で発生したトラブルを解決させるため、藍を一時的にその学校に派遣している。その後、藍との間で交わした、問題が解決して藍が戻ってきたら直哉を正規雇用するという約束を守った。
中村 章一（）
真琴と圭、さらに雫の実父で、紗希の元夫であり（正妻だった紗希との間の子は真琴のみ）、弓張学園の元理事。中村製薬の会長。中村家当主として、弓張市で大きな力を持っており、非常に傲慢。
中村家の血と伯奇の伝承、それによる中村家の勃興を信じており、埋木舎（後の夏目屋敷）に水菜や藍を囲って、さらに水菜などを犯していた。だが草薙健一郎と夏目琴子および夏目組の力によって、水菜や藍ごと屋敷を奪われ、さらに夏目組との抗争などによって、中村家の力を大きく衰退させた。
そうやって衰退した中村家の力を取り戻すため、伯奇の力を持った雫（葛）の身柄を狙っていた。
鳥谷 静流（）
真琴の従姉妹。鳥谷紗希にとっては姪にあたる。真琴の両親が離婚し、真琴が母の実家である鳥谷家で住むようになってからの一番の理解者。コーヒー修行のため海外に出てから帰国し、弓張市の喫茶店「キマイラ」のオーナーとなって、後に真琴をその店でアルバイトさせ、下宿させている。だが放浪癖があり、コーヒー豆などの素材や、真琴が陶芸で使う釉薬などを手に入れるため旅に出ていることが多く、さらに極度の方向音痴のため、店にはなかなか戻ってこない。
陶芸を行っており、「雪景鵲図花瓶」という骨董品風の花瓶を作った事がある。真琴も、静流の影響で陶芸をするようになった。
恩田 霧乃（）
声：こたつみやこ
圭と寧の実母。中村家の関係会社で働いていたところ、章一に目を付けられて犯され、圭を生まされたあと、圭を取り上げられる。
その後、圭には近づかないと確約させられるものの、紗希の援助によって別の街に移り住み新たな生活を始める。またもう一人の子として、娘の寧を生む。
だがさらなるトラブルに遭い、シングルマザーとして傷心のまま弓張市に舞い戻ってしまう。そこで偶然キマイラの近くにいたところ、ビラ配りをしていた真琴にコーヒー無料券をもらって、その美味さに心を癒やされ、キマイラの常連となる。
本人は何も話さなかったが、顔立ちなどが寧だけではなく息子の圭にも似ていたため、真琴や直哉に、圭の実母だと気付かれる。
恩田 寧（）
声：藤神司朗
霧乃の娘で、圭の異父妹。だが圭と寧は、互いに存在を知らない。
非常におとなしく、無口な性格。本間麗華の子によるイジメに遭い、将来障害が残る可能性があるほどの大怪我を負う。そのリハビリのため弓張総合病院にいたところ、正田神父に会うため病院に来た直哉と偶然出会う。その時、直哉本人が自分の怪我でリハビリしていた経験があったことなどから、直哉と打ち解けて会話するようになる。
VI章では弓張学園1年生となっており、障害もなく健康体のように見える。この時寧は、桜子やルリヲたちによる美術部体験会が行われている様子を知り、もし正式に美術部ができるのなら入りたいと直哉に話している。
本間 麗華（）
旧姓は中村で、中村章一の妹。中村家の人間として根拠のない肥大化したプライドを持ち、以前から鳥谷家出身の紗希と、その娘である真琴をいびっていた。その後、弓張学園から中村家を追い出したうえ、“金になる”絵を描いてくれる圭を中村家から奪ったため、紗希達を更に憎むようになる。
モンスターペアレントとして有名で、とてつもなく自己中心的な性格。自分の子が寧をいじめて大怪我させた際、自分の子もその時に受けた僅かな怪我をネタに脅迫し、多額の賠償を霧乃に要求する。さらに自分の子供が弓張学園の日曜学校でケンカを起こしたとき、子供を叱った真琴を平手打ちしたという。
その後、過去に圭が描いた絵などを狙って、霧乃や真琴を利用しようとする。
末竹（）
本間麗華に雇われている専属顧問弁護士の女性。だが、麗華の無茶な要求に振り回されて疲弊している。
一方美術品コレクターとして、白州兎子の作った「四つの星の花瓶」を高く評価しており、手に入れたがっている。
氷川 ルリヲ（）
声：桜川未央
氷川里奈の妹。里奈と優美という姉同士の仲が良いこともあって、ルリヲと、里奈の妹である鈴菜という妹同士でも仲が良い。だがルリヲの性格は里奈とは全く異なっており、ルリヲがいい加減で適当なことを言っては、鈴菜にたしなめられる事が多く、里奈と優美の関係性とは全く逆。
直哉と里奈が出会った後、ルリヲも直哉と顔見知りとなり、直哉のことを「草薙ちゃん」と気軽に呼ぶようになって、鈴菜と共に美術部の活動などに顔を出したことがある。
VI章では成長し、次年度からの弓張学園への入学が決定している状態で直哉と再会して、また気軽に接している。その後桜子に、過去の美術部についてなどを話している。
川内野 鈴菜（）
声：きのみ聖
川内野優美の妹。お嬢様のような言葉遣いをする、おしとやかで常識人かつ、しっかり者な少女。ルリヲの友人だが、時にルリヲや、更に姉である優美の母親のように振る舞うこともある。
VI章では成長し、次年度からの弓張学園への入学が決定している状態で直哉と再会。性格はほとんど変わっていないが、直哉の、周囲の女子からの好意に対するあまりの鈍感ぶりに「お姉様が（里奈からなどの好意に気付いていなかった）草薙様を見てイライラしていた気持ちもわかりますわね」「草薙様は、一度お姉様に刺されていたら良かった思いますわ」などと、物騒な事も言っている。
丘沢（）
かつて優美と同じ学校に通っていた、彼女の男友達のうちのひとり。優美が他の男子とケンカになったとき、優美を守るためナイフまで持ち出して、停学になっている。
学校卒業の日、優美は里奈のことが好きなことを知りつつ優美に告白して振られ「お前とはずっと友達だよ」と優美に言われている。その後、県内トップクラスの学校に進学したという。
III章 ZYPRESSENで直哉と里奈がつきあい始めた後、優美と再会している。

#### 弓張学園関係者
正田 明（）
弓張学園内にある教会の神父。春休み前に倒れ、弓張総合病院に入院している。高齢なこともあり、本来なら代わりの神父が派遣されてくるのだが、明石姉妹の強い希望と校長の口添えにより、先送りにされている。
かつて弓張学園で非常勤講師をしていた草薙健一郎と面識があり、その時に教会の改装について健一郎と話しており、健一郎のデザインの元に正田が希望していた改装が行われた。
その後健一郎が辞職（実質的解雇）されたため、内装の改装と共に描かれる予定だった、外装にあたる壁画「櫻達の足跡」が完成する事はなかった。正田は健一郎に、いつかこの仕事をやり遂げるために戻って来ると聞かされていたが、皮肉にも正田は、死期が近くなって入院した健一郎と、病院で再会する事になった。
正田は「櫻達の足跡」の図面を健一郎より手渡されており、自分に会いに来た直哉に渡している。またそれ以前、教会の建築についてよく話すようになった明石亘に頼み込まれて、彼にもその図面を見せてコピーを渡しており、明石が「櫻達の足跡」を作り上げようと思う事になった。
村山（）
VI章で登場。弓張学園の理事のひとりで、ゼネコンからの出資者。ブルバギを使って「櫻達の足跡」の改変を主導する。その時、かつて「櫻達の足跡」を完成させた直哉が妨害してくるのではないかと圧力をかけ、警戒する。
井上（）
VI章で登場。弓張学園の理事のひとりで、弓張総合病院からの出資者。村山が勝手に主導して行った「櫻達の足跡」の改変を快く思っていなかった。そのため直哉主導による、さらなる仕掛けを認めて協力する。

#### その他の人物
長山 香奈（）
声：小倉結衣
弓張学園の近くにある、桜ヶ丘学園の女学生。「櫻達の足跡」「櫻七相図」が公開された後、直哉の周囲にストーカーのように現れ、直哉が長らく絵を描いていなかった理由、「櫻達の足跡」「櫻七相図」のことなどについて詮索してくる。
本人は直哉や、弓張を去る前の稟とは小・中と同じ学校で、何度もクラスメイトだったと主張していたが、当時は太っておりメガネをかけていたうえ、直哉とも稟ともほとんど会話がなかったため、2人ともなかなか思い出せなかった。
絵を描いているが、直哉の「櫻日狂想」を見たことにより、自分に天才のような才能がない事を自覚させられた一方で、アーティストとして成功することを諦められず、そのためには手段を選ばない。その手段のひとつとして注目を集めるため、地下アイドルとしても活動している。ゆえに女優として成功しており、なおかつ直哉の側にいる夏目雫を嫌っている。
その一方「櫻達の足跡」の枝のタッチが草薙健一郎のものとも草薙直哉のものとも異なる事（実際、枝は明石が健一郎のタッチを再現したもの）、「櫻七相図」も健一郎ではなく直哉が描いた事を疑うなど、美術の審美眼は優れている。だが本人は、価値もないのに世の中に認められる「クソみたいなジャンク」までわかってしまうため、苦痛も感じている。
直哉に対しては、憧れ、嫉妬、自分にとっての邪魔者などといったものが入り交じった、複雑な感情を抱いている。そのため、直哉の腕を壊した者を恨んだり、直哉が絵を再び描き始めたと喜ぶように見せたり、絵を描く直哉は自分が成功する上での“邪魔者”と呼ばわるなど、時々で矛盾するような態度を見せている。
VI章では、ブルバギに所属して活動している。
柊 ノノ未（）
声：秋野花
居酒屋などが多い、弓張市の泪川（）ドヤ街にて、かつて草薙健一郎がよく通っていたという居酒屋にて「バイト」をしていると自称する少女。だがどう見ても子供で、アルバイトできるような年齢ではない。
VI章では弓張学園の学生として登場。さらに、直哉がよく行くようになったその居酒屋で実際にアルバイトしている（その店で10年以上働いていると語っている）が、そんなバイトをしている事が知られると退学になると秘密にしており、学園で彼女に気付いた直哉にも口止めしている。学園ではメガネをかけているが、度が入っているのか変装用なのかは不明。
母親は別の店（スナック）をやっている。
村田 清彦
現代ポップアートの旗手と言われる。V章で直哉、圭と共に、ムーア展にノミネートされ、会場で直哉と話した画家のうちのひとり。エラン・フォクを受賞する。ニューヨーク近代美術館やロサンゼルス現代美術館に作品が展示されているほどの人物。前年度に、芸術選奨文部科学大臣賞も受賞している。以前、健一郎にはニューヨークで世話になったらしい。
坂本 彰三
V章で直哉、圭と共に、ムーア展にノミネートされ、会場で直哉と話した画家のうちのひとり。村田清彦の知人。海外を中心に活動しており、フランスの芸術誌にて“世界で最も影響力のある100人”2001年度版に選ばれたことがある。
宮崎 破戒
V章でムーア展の受賞作会場にて直哉、村田、坂本が会話をしてくるときに出てくる画家の名。生まれは日本だが、幼少期からイギリスで過ごし、ロンドンで活躍してきた。以前ムーア展にてアルジャン・ドファンという賞を獲得したことがあり、草薙健一郎と並び称される人物。

#### 伝承の人物
中村 義貞（）
声：きのみ聖
里奈、優美の夢に出てくる、鎌倉時代頃の武家の子。当時の中村家当主である時綱の嫡男。当時の伯奇に惹かれ、彼女を連れて逃げようとするが、追っ手に殺されてしまう。その夢の中では、優美が義貞になっている。
伯奇（）
声：雪村とあ
里奈、優美の夢に出てくる、鎌倉時代頃の伯奇。義貞の影響で心を持つようになり、伯奇としての力を失っていく。義貞が死んだ後、自分が吞み込んできた夢を吐き出して命を終えた。その夢の中では、里奈が伯奇になっている。

### VI章からの登場人物
咲崎 桜子（）
声：歩サラ
弓張学園2年生で風紀委員。 陸上部に所属していたが、足を故障したため引退し、目標を失っていた。喫煙室ではなく、屋上でよくタバコを吸っている直哉を注意しにやって来るうち、直哉が自分と同じく目標を見失っているように感じて興味を持つ。また直哉と草薙健一郎、御桜稟の関係や、かつての美術部などについて尋ねるよう他の生徒に頼まれるが、直哉に誤魔化されている。
そんな中に街中で、直哉がルリヲ、鈴菜と偶然再会して話しているところに遭遇し、直哉や稟が共に美術部にいたことを知る。その後、改めて直哉に美術部について改めて問いただすが、明らかに直哉が話したがらないことについては追及しないデリカシーもある。
美術の成績も良かったため、奈津子に相談されて美術部再設立を考えるようになる。
栗山 奈津子（）
声：鈴谷まや
弓張学園学生。非常におとなしく内気な性格であるうえ絵が上手いため、美術の授業中も頼まれると、つい人の絵まで仕上げてしまう。直哉に好意を持っており、対面しただけでどきどきして、はっきりものを言えなくなってしまうことがある。
「うなぎ」という名のイタリアン・グレーハウンドを飼っており、その散歩中、朝の運動でサーフィンをしていた直哉と出会い、「ドキドキするような事をはじめてみるのもいいんじゃないか？」「やりたい事はちゃんと声を出した方がいい」と言われ、美術部の再度立ち上げを、桜子と共に直哉に相談する。

## 用語

### 絵画・美術品関連
横たわる櫻（）
水菜の死期に草薙健一郎が描いた、最初で最後の桜の絵。朽ちて倒れる寸前の桜の絵が描かれている。草薙健一郎がムーア展で日本人初の最高金賞プラティヌ・エポラールを獲得し、健一郎の名を世界的芸術家とした作品。水菜の為に絵を描き続けてきた健一郎だが、水菜が死んだからこそ描けた絵だと回想している。
オランピア
エドゥアール・マネの代表作。本作では、草薙健一郎が妻の水菜に捧げるためとして、オリジナルのオランピアを模写した絵が、夏目屋敷に飾られている。多少のアレンジはあるものの、模写というより贋作といっていいほど、精巧に描かれている。絵には破損した跡があるが、修復されている。
実際には健一郎が、水菜を中村家から救うため1日で描き上げて、夏目琴子に「10億円で売った」もの。アレンジがあるのは、水菜が裸婦モデルになったため。その後わざと中村章一をいらだたせ破かせるような場所に設置し、実際に破かれたことを口実に、琴子は章一に賠償を請求できるようになった。
櫻日狂想（）
「草薙直哉」が筆を折る、約6年前に残した最後の作品で、満開の桜を描いている。母である水菜の死をきっかけに、中原中也の詩「春日狂想」を意識してこの絵を描いたと直哉は語っている。直哉はこの絵を1万円で売ったと言うが、その後転売されて百数十万円にもなり、現在は寄贈された市役所に展示されている。
この絵を見た真琴や圭などは大きな衝撃を受け、後の生活や活動などに影響を与える事になった。またVI章では真琴は、この絵が第89代弓張学園美術部の面々を集め、「櫻達の足跡」を作る切っ掛けになったとも語っている。
櫻達の足跡（）
弓張学園の教会に描かれた壁画。子供の足跡が桜の花びらに見える満開に咲く桜が描かれており、さらに水面のように青いステンドグラスに、花びらが降り注いで見えるように描かれている。草薙健一郎は、教会の内装を改装するのにあわせ、この絵を壁画とするつもりだったが、その前に健一郎が学園を去り、そのまま死去したため、手を付けられないままとなった。
健一郎の意図は不明のままだが、少なくとも明石はこの絵を、千年桜伝承をモチーフにしたものととらえており、かつて千年桜を見たと言い張り嘘つき呼ばわれされたという、妹の小牧と小沙智、そしてその状況から救ってくれた正田神父を喜ばせたいと思って、再現を計画する。そこで明石は、健一郎が残した設計図などを元に数年がかりで準備し、それに気付いた直哉ほか、美術部の面々も集まって、皆で完成させた。
なお夜中に学校に無断で制作したのを不問にするかわりに、校長である鳥谷紗希が、明石ではなく「草薙直哉が主導して行われた事」にするという条件を出し、明石も妹と神父を喜ばせるという目的は果たしたとして承諾したため、明石がこの作品の再現に果たした苦労と功績を知っていた直哉も、しぶしぶ受け入れた。
その芸術性の高さだけではなく、有名人なうえ死後間もなかった草薙健一郎の遺作を、その息子が完成させた事ということなどもあって、「櫻達の足跡」は大きな話題となり、街の観光パンフレットに載るまでになった。
糸杉と桜の協奏（）
かつて重病の手術を控えていた幼い里奈が、死を恐れず受け入れるため、公園の子供用ドームの中に、ゴッホを意識してチョークで描いた糸杉を見て、絵にゴッホと死、鬱屈さを感じ取った直哉が、生命力のある桜を描き加えていき、その後2人が交互に描くことで「共作」として完成させた絵。
この絵を描くうちに、里奈は死を受け入れることをやめて従来よりも明るくなり、直哉の弟子になりたいと言い出す。一方直哉は、事故で故障していた右手の力を、この絵で使い果たした。
絵自体は、その後の台風で洗い流され、さらに公園のドーム自体が撤去されたことで、残っていない。
櫻七相図（）
「櫻達の足跡」が発表された後、中村製薬が所蔵していたのが“発見”されたとして発表された、草薙健一郎の遺作。「横たわる櫻」に繋がる連作で、九相図を題材にして、次第に朽ちていく櫻を描いた、「横たわる櫻」をあわせて7枚の絵。他の6枚は「壊相（）の櫻」「血塗相（）の櫻」「膿襴相（）の櫻」「噉相（）の櫻」」「散相（）の櫻」「焼相（）の櫻」となる。
実際には「横たわる櫻」以外の6枚は、雫を救う金を調達するため、死期が近かった健一郎ではなく、フリッドマンと明石亘の協力を得て、直哉が描いた絵。この時直哉は健一郎の、強い腕力で長い筆を支えることによる筆遣いを再現するため、スプリングで筆を支えて描くことにより、事故で失われた自分の腕力を補うという手法を採っている。この手法は、後に明石が「櫻達の足跡」を再現するとき、桜の枝を健一郎のタッチで描く方法のヒントになった。
絵の完成直後、病院を抜け出した健一郎が直接直哉の絵を見に来て、自ら銘および落款と落款印を入れ“贋作”として完成させ、「俺の墓碑銘」「俺の死のために、草薙直哉が描いてくれた作品」と称した。
取り引きの際にはフリッドマンの口添えもあって、他の画商も見抜けず、当然のごとく草薙健一郎の作品として扱われ、6枚で合計約6億円の値が付けられた。だが絵が公開されたとき、この絵を制作中の直哉の不審な行動に気付いていた真琴や、健一郎と直哉の絵をよく知っている圭などは、この絵は直哉が描いたものと確信する。また長山香奈も、直哉が描いたものではないかと疑った。
蝶を夢む（）
V章で再び筆を取った「草薙直哉」6年ぶりの作品として、ムーア展に出展し、ノミネートされた絵。アサギマダラをモデルとした多数の蝶が、渦のある海の上を飛んでいく幻想的な光景が描かれている。速水御舟の「炎舞」にインスピレーションを受け、青い海と美しい蝶によって、逆の方向性で表現している。
向日葵（）
V章でムーア展のために圭が描いた絵。全く印象が異なる、二対の向日葵を描いている。技術などではなく、人の心を打つ魅力があるものだと直哉は感じ取った。
墓碑銘の素晴らしき混乱
V章でムーア展のために、御桜稟が描いた絵。
雪景鵲図花瓶（）
鳥谷静流が学生時代に悪戯心から、骨董品に見えるようにして作った贋作の花瓶。わざわざフランスのリモージュにまで行って過去の製法を使い、クロード・モネがカササギを絵付けしたかのように作られている。静流は詐欺目的で作ったわけではないが、本間麗華はこれが真作と信じて疑わず、強引に入手しようとする。
また鳥谷紗希はこの花瓶が作られる前に、花瓶の絵の元になっている、モネに譲られたとする浮世絵と、それをもとにモネが描いたとする油絵を描き、その入手の経緯などが記された資料などまで偽造している（あくまで悪戯で、詐欺目的ではない）。だが紗希が一番騙したかった、健一郎だけには見破られてしまったという。
四つの星の花瓶（）
真琴が陶芸を始めた初期の頃に作ったアール・ヌーヴォー風の陶器の花瓶。キマイラのマスターである鳥谷静流が、どこで見つけたかも解らない特殊な原料を元にした釉薬を使って作られている。ミュシャの「四つの星」を題材として「月」「宵の明星」「暁の明星」「北極星」からなる女性を題材にした透かし模様が使われている、4つの花瓶からなる。
このうち「月」の花瓶は、真琴が古美術商に貸したところ、勝手に売られてしまう。また花瓶には、真琴の悪戯心による仕掛けが施されていたため“呪いの骨董品”扱いされていわく付きとなり、真琴にはかなりの金額が振り込まれたが、その後値段が跳ね上がってしまった。
特殊な釉薬を使ったこともあって、同じものが再現できない花瓶になったが、再現・量産できるものを作って人々に届けるというポリシーの「白州兎子」の名義で売られ、目録にも載せられてしまったため、真琴は失敗作と見なしている。だが美術品としては高く評価されており、欲しがるコレクターは少なくない。
月の裏側
真琴が、ムーア展のオブジェ部門に出すために作ったオブジェ陶。「四つの星の花瓶」に使われた釉薬を再現して使用しており、地上に月が降りてきて、うさぎ、カササギの影が地上と月に浮かび上がるようにできている。
ムーア展
世界的最高峰の絵画公募展覧会。応募自体は学生でも可能だが、金賞相当までは八次審査まであり、美術品などを巡って相当の金銭も動くため、当然学生が受賞できるような代物ではなく（学生がノーベル賞やフィールズ賞を受賞するようなものと直哉は表現している）、金賞でなくても、何かしら受賞するだけでも極めて難しい。だが弓張学園美術部員3年生は、この展覧会に応募して玉砕するのが伝統になっている。真琴もムーア展に出展させることを目標に、皆に作品を作らせようとしている。
もともとは日本では有名な展覧会ではなかったが、草薙健一郎がムーア展で日本人初の最高金賞プラティヌ・エポラールを獲得したことで有名になる。

### 地名
弓張市（）
劇中の舞台となる町。1000年以上続く家系であると言われる中村家が支配してきた土地で、現在はその影響はかなり薄れたものの、依然として中村家の影響が残っている。
弓張学園（）
夢浮坂（ゆめのうきさか）という坂を登ったところにある、直哉たちが通う私立学園。偏差値は比較的高い。建物は全体的にゴシック風となっている。校庭には半円形劇場もある。
音楽科がある一方で美術科はないが、草薙健一郎を含め多くの美術家を輩出した美術部があり、多くの人間がそこから美大などへと進学している。
教会
弓張学園の敷地内にある教会。かつて弓張学園がカトリックの神学校だったために存在しており、現在も日曜学校や結婚式などが行われることがある。
外装は15世紀的ゴシック風だが、正田神父の強い希望の元に改装が行われ、当時非常勤講師だった草薙健一郎のデザインにより、20世紀的の内装となっている。直哉はステンドグラスにマルク・シャガールとエミール・ガレ、教会堂にはアンリ・マティスの影響があると感じ取った。
その改装と同時に、壁画である「櫻達の足跡」が描かれる予定だった。
弓張総合病院（ゆみはりそうごうびょういん）
弓張学園に隣接する病院。健一郎が入院していた病院で、正田神父も入院した。この病院の旧棟からは、弓張学園の教会がよく見える。
伯奇神社（）
弓張学園がある丘の近くにある小さな摂社。かつてはもっと大きな神社で、伯奇が最期を遂げ、千年桜が花開いた場所に作られたものと言われる。伯奇が夢を吞むという伝承から、獏神社とも通称される。
桜ヶ原町
弓張市にある町。直哉がかつて母の水菜と暮らしていた、本来の住居であるマンションがある。圭が床を水浸しにして直哉が夏目屋敷に住むようになってからも、床の張り替え作業が終わってからは、掃除や荷物整理などのため、時折直哉はここのマンションに帰っている。
このマンションには、死期が近くなって帰国した健一郎が連れてきた雫をかくまうため、短い期間だが直哉と雫が2人で暮らしていた事もある。
また町には、弓張学院の最寄り駅である桜ヶ原駅があるほか商店街があり、そこの画材屋の店主は、直哉と直哉の絵の事を非常に気に入っている。そのためいちいち、直哉が再び絵が描かないかなどと詮索してくるため、直哉は苦手にしているが、便宜も図ってくれるため、時々利用している。
夏目屋敷（）
弓張市の小音羽（）にある、夏目藍たちが住む、古くて広い屋敷。かつてこの屋敷は埋木舎、あるいはこの屋敷がある地名から「小音羽の屋敷」と呼ばれていた。
かつては中村家が所有する、妾を育て、生まれた子をさらに妾とするための屋敷で、健一郎が知ったときには水菜と藍が住まわされていた。だが健一郎の機転と絵の力、そして健一郎の祖母夏目琴子が組長であるヤクザ「夏目組」の力によって、夏目家が、ここに住まわされていた藍ごと乗っ取った（実際には水菜も同時に引き取るはずだったが、取り引きがうまくいかずヤクザの抗争になりかねないと恐れた水菜が、自分は中村家に残ると言い出したため、水菜は健一郎が連れて、駆け落ちのように逃亡することになった）。
その後、琴子や夏目組の人間が、藍を守るように出入りするようになる。また後に、健一郎と水菜も一時戻ってくる。そのため藍にとっては、琴子や水菜、健一郎などとの思い出が詰まった場所であり、忌まわしい歴史にもかかわらず、とても愛着を持っている。
土蔵があり、草薙健一郎がアトリエとして使っていたことがある。現在は主に圭が、アトリエとしてこの土蔵を使っている。
キマイラ
真琴のアルバイト場所兼下宿先で、真琴の従姉妹である鳥谷静流がオーナーとして経営する喫茶店。制服はミニスカートのメイド服風。静流はコーヒー豆などの素材を手に入れるために各地を放浪して店にはなかなか戻ってこないため、実質的には真琴が店を切り盛りしている。店頭では、静流が仕入れてきたコーヒー豆、静流や真琴が陶芸で作ったコーヒーカップなども販売している。
聖ルーアン女学院（せんとルーアンじょがくいん）
雫が通う学校。弓張市の隣の市にある。
枕の歴代の作品に登場する学校。『しゅぷれ〜むキャンディ 〜王道には王道たる理由があるんです!〜』と『いきなりあなたに恋している』の舞台でもある。

### 伝承
千年桜（）
弓張市に伝わる、季節を問わず花を咲かす事があるという伝承の桜。人の思いと共鳴して花を咲かせ、願いを実現する力があると言われている。伯奇が死に際に吐き出した感情が雨となって降り注いだ時に生まれ、それが約千年前に起こったと言われる事に由来して、この名がついている。
伯奇（）
人の心を吞むことができるという巫女で、悪夢を吞んだり、夢見による占いを行っていたという。方相氏という巫女の一族の血と混じり合った中村家の人間から、まれにこの力を持ったものが生まれ、そのたびに中村家は勃興したと言われている。ゆえに中村家は伯奇の力で、衰退した家の力を取り戻そうと埋木舎（後の夏目屋敷）を作り、妾を作ってはその子をさらに妾とする近親姦を繰り返し、中村の血を薄めないようにしようとしていた。また伯奇の力は、心を持った者は使えないと言われている。
伯奇神楽鈴（）
伯奇が覚醒したときに独特な音を奏でるという鈴。これによって中村家は、雫が伯奇として覚醒した事を知る。その後この鈴は草薙家が、15億円相当で雫の身柄と共に引き取った。
この品がないと誰が伯奇か、その能力を有しているのかわからないため、雫や夏目家は、中村家から完全に解放されることとなった。

### 組織
ムーア財団
ムーア展を主催する財団。遺産の権利を放棄した直哉の代わりに、草薙健一郎の遺産管理も行っている。健一郎の生前は、彼の後援も行っていた。
中村家
弓張市付近を長らく支配してきた名家。だが夏目組との抗争などの結果、その影響は以前に比べかなり小さなものとなっているが、それでもなお、かなりの力を有している。中村製薬も、中村家が所持する会社のひとつ。
夏目組
草薙健一郎の祖母、夏目琴子が組長だったヤクザで、戦後に琴子が起こして財を成した、弓張港の荷の取引会社が元になっている。背後に大物右翼がおり、関東、関西の広域指定暴力団すら迂闊に手を出せないという。かつて、弓張の裏社会にも手を伸ばそうとした中村家と抗争を繰り広げたことがある。その後、健一郎が水菜を救うため琴子の力を借りたとき、琴子は中村家との抗争を再燃させて、中村家をさらに衰退させている。
夏目琴子の死後に組は解散しているが、その息のかかった極道は健在。
ブルバギ
VI章に登場する芸術家集団。派手なパフォーマンスで苦情や非難も殺到しており、良くも悪くも注目度は高い。長山香奈、タキザワ・トーマスらが所属している。

## スタッフ
（出典：）
- 総指揮：すかぢ
- 原画：狗神煌、籠目、基4
- シナリオ：すかぢ、浅生詠(Pica Picaを担当)
- 音楽：松本文紀(Metrowing)、ピクセルビー、ryo
- 歌：はな

## 主題歌
オープニング・メインエンディングテーマ「櫻ノ詩」
作詞 - すかぢ / 作曲・編曲 - 松本文紀(Metrowing) / 歌 - はな(Metrowing)
III章 Oiympia エンディングテーマ「Bright pain」
作詞 - 御空気色 / 作曲・編曲 - Blasterhead / 歌 - 橋本みゆき
III章 PicaPica エンディングテーマ「Pica pica」
作詞 - すかぢ / 作曲・編曲 - ピクセルビー / 歌 - monet
III章 ZYPRESSEN エンディングテーマ「ZYPRESSENの花束」
作詞 - すかぢ / 作曲・編曲 - ピクセルビー / 歌 - monet
III章 A Nice Derangement of Epitaphs エンディングテーマ「天球の下の奇蹟」
作詞 - すかぢ / 作曲・編曲 - 松本文紀(Metrowing) / 歌 - はな(Metrowing)
IV章 エンディングテーマ「DearMyFriend」
作詞 - すかぢ / 作曲・編曲 - 松本文紀(Metrowing) / 歌 - はな(Metrowing)
V章 エンディングテーマ「在りし日のために」
作詞 - すかぢ / 作曲・編曲 - ピクセルビー / 歌 - monet

## コミカライズ
サクラノ詩 -The tear flows because of tenderness.-
作画：オダワラハコネ
『コンプエース』Vol.1〜Vol.6に連載。
コミックスはカドカワコミックスエースから全1巻。ISBN 978-4047138353

## CD
2015年12月27日開催の「電気外祭り 2015 WINTER」にてリリース。
サクラノ詩 サウンドトラックCD
音楽：松本文紀 (szak)、PixelBee
サクラノ詩 ヴォーカルCD
オープニング、エンディングテーマ全曲と、「櫻ノ詩」Piano Vocal Ver、各曲inst verを収録。

## 書籍
サクラノ詩 -櫻の森の上を舞う- 公式ビジュアルアーカイブ
編著：有限会社パンピンワークス 発行：双葉社 ISBN 978-4575312515

## 反響
本作は萌えゲーアワード2015で大賞、ユーザー支持賞金賞、10月月間賞を獲得した。
また、Getchu.com主催の美少女ゲーム大賞2015においても、総合部門とシナリオ部門で1位を獲得した。

## 参考資料
- 有限会社パンピンワークス『サクラノ詩 -櫻の森の上を舞う- 公式ビジュアルアーカイブ』双葉社。ISBN 978-4-575-31251-5。